# Inosculación

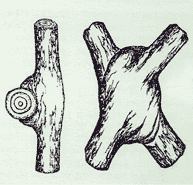
Ramas inosculadas. Dibujo de Arthur Wiechula

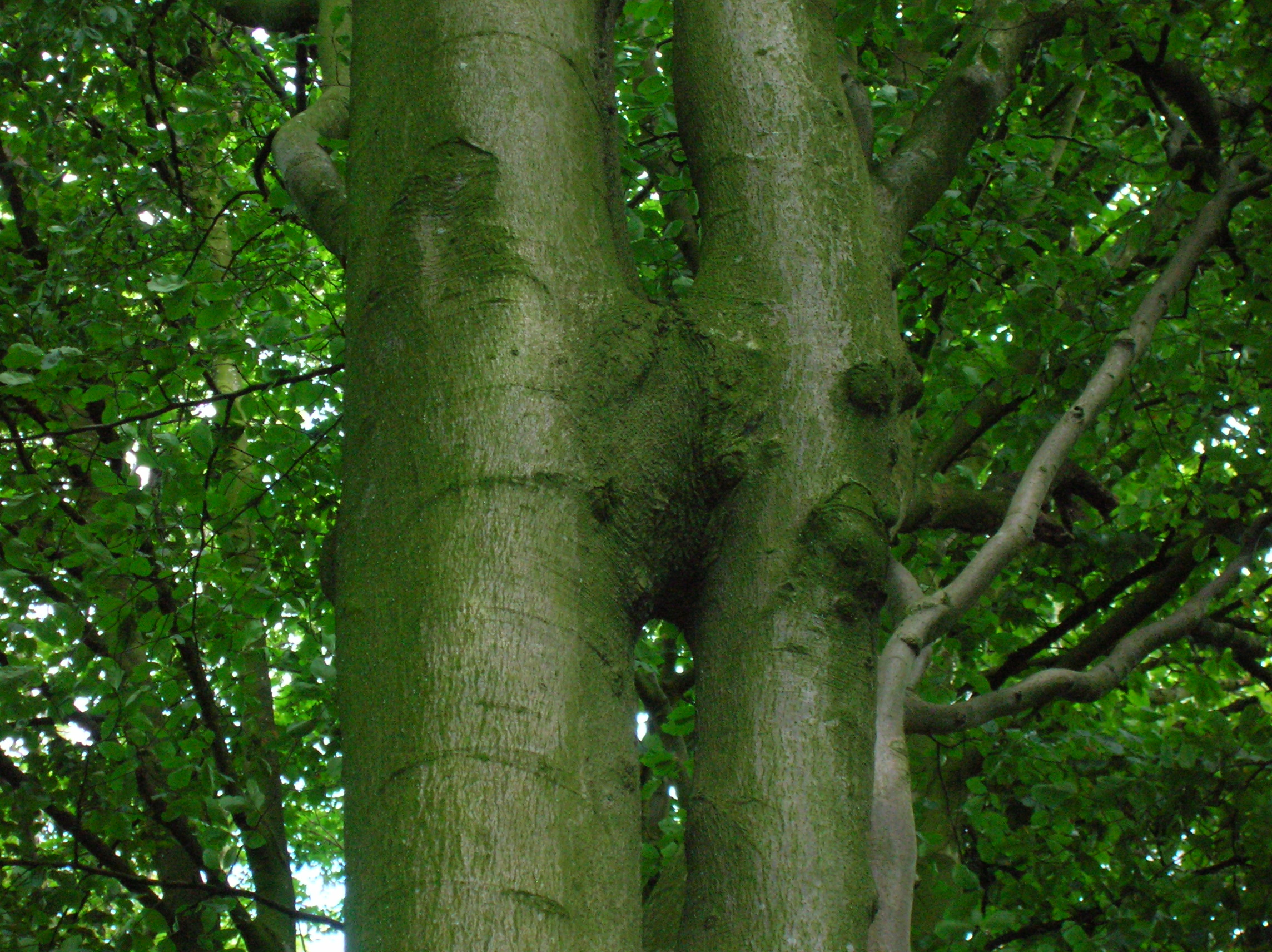
Troncos de árboles de haya unidos entre sí

La inosculación (o anastomosis) es un fenómeno natural en el que los troncos, ramas o raíces de dos árboles crecen juntos. Es biológicamente similar al injerto. Estos árboles se conocen en silvicultura como gemelos.
Es más común que las ramas de dos árboles de la misma especie crezcan juntas, aunque se puede observar inosculación en especies próximamente relacionadas entre sí. Las ramas primero crecen por separado unas cerca de otras hasta que se tocan. En este punto, la corteza de las superficies en contacto se desgasta gradualmente a medida que los árboles se mueven con el viento. Una vez que el cámbium de los dos árboles entra en contacto, a veces se autoinjertan y crecen juntos a medida que aumentan de diámetro. La inosculación también suele producirse cuando las ramas de los árboles están trenzadas o entrelazadas.
El término inosculación también se usa en el contexto de la cirugía plástica, como uno de los tres mecanismos por los que los injertos de piel toman el sitio del huésped. Se cree que los vasos sanguíneos del receptor se conectan con los del injerto para restaurar la vascularización.

## Árboles unidos
Dos árboles pueden crecer hasta su tamaño maduro uno al lado del otro, mostrando o no fenómenos de inosculación. Pueden ser de la misma especie o incluso de diferentes géneros o familias, dependiendo de si una vez que el cámbium de los dos árboles se ha puesto en contacto, se produce de forma efectiva el injerto y crecen juntos. Por lo general, el injerto se realiza solo entre dos árboles de la misma especie o géneros o de especies estrechamente relacionadas, aunque puede darse la apariencia de un injerto que no es tal en el caso de árboles que se tocan, frotan, entrelazan o enredan físicamente. Tanto las coníferas como los árboles de hoja caduca pueden unirse, comunicando su sistema vascular. Las hayas son propensas en particular a presentar este fenómeno, al igual que los endrinos ("Prunus spinosa").

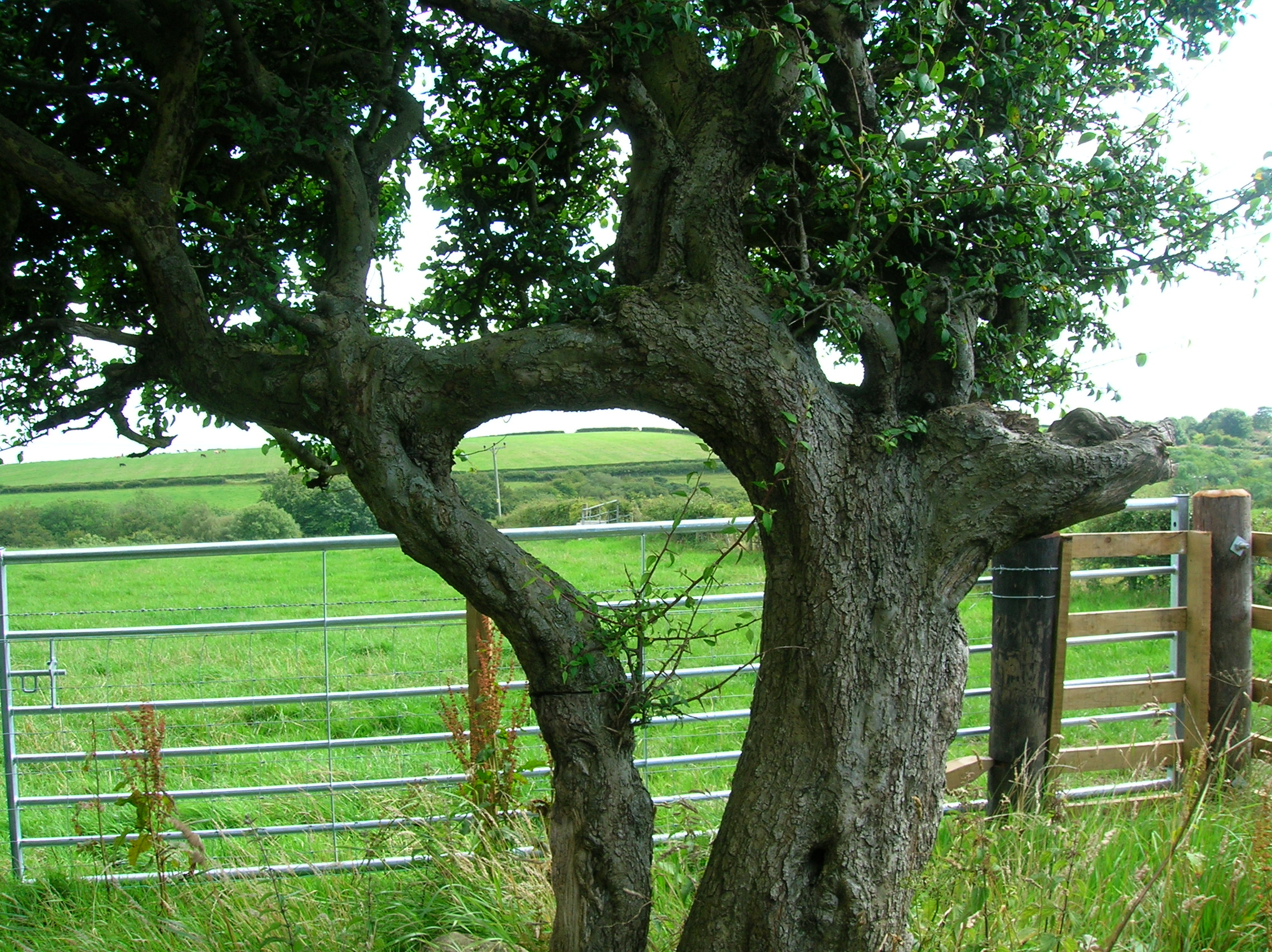
Endrinos (Prunus spinosa) marido y mujer en la granja de Lynncraigs, Dalry, Escocia

A estos árboles se les suele llamar coloquialmente árboles "marido y mujer" o "matrimonio de árboles". La aplicación directa del término proviene de la unificación obvia de dos árboles individuales separados, aunque un uso más humorístico del término se relaciona con la apariencia sexualmente sugerente de algunos ejemplos naturales. Puede haber cierto grado de intención religiosa, ya que algunos cultos se organizan en torno a la creencia de que los árboles contienen un poder oculto o sagrado para curar o mejorar la fertilidad, o que contienen las almas de los antepasados o de los no nacidos.

### Ejemplos
En su Tour of Scotland, publicado en 1800, T. Garnett cita un árbol cerca de Inveraray que los lugareños llamaban el árbol del matrimonio, formado a partir de un tilo con dos troncos que se han unido por una rama a la manera que una persona pone un brazo alrededor de otra (véase la ilustración) como lo haría una pareja casada.
De camino al Lago Heavenly cerca de Urumchi, en China, hay un par de árboles que la gente local ha llamado árboles marido y mujer porque están conectados por una rama viva. Los árboles marido y mujer de Tatajia también se hallan en China y en Yakushima, Kagoshima-ken, Japón, existe una pareja de árboles marido y mujer, formada a partir de dos cedros unidos.
En Lambeg, Co. Down, un poco al norte del puente de Wolfenden, (Irlanda), hay dos hayas (véase la "Galería") a la entrada de Chrome Hill, en la carretera de Lambeg a Ballyskeagh. A finales del siglo XVIII, John Wesley, que se alojaba en Chrome Hill, decidió tejer dos hayas jóvenes para que actuaran como símbolo de unidad entre el Metodismo y la Iglesia de Irlanda.
En Doonholm, cerca de Ayr, un antiguo arce sicómoro (Acer pseudoplatanus) era famoso por la fusión de varias de sus ramas, que le daban una apariencia única y lo fortalecían enormemente.

## Especies más propensas
La inosculación es más común entre los siguientes taxones, debido a su corteza delgada:
- Manzano
- Almendro
- Fresno
- Haya
- Lagerstroemia
- Castaño
- Cornejo
- Olmo
- Higuera
- Viña
- Avellano
- Carpe
- Laburno
- Tilo
- Arce
- Abeto
- Olivo
- Melocotonero
- Peral
- Ligustro
- Eucalipto
- Sicómoro
- Sauce
- Glicina

## Galería

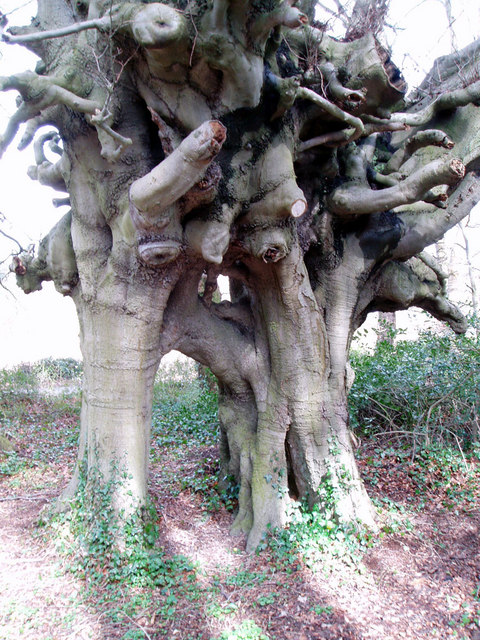
El árbol de John Wesley
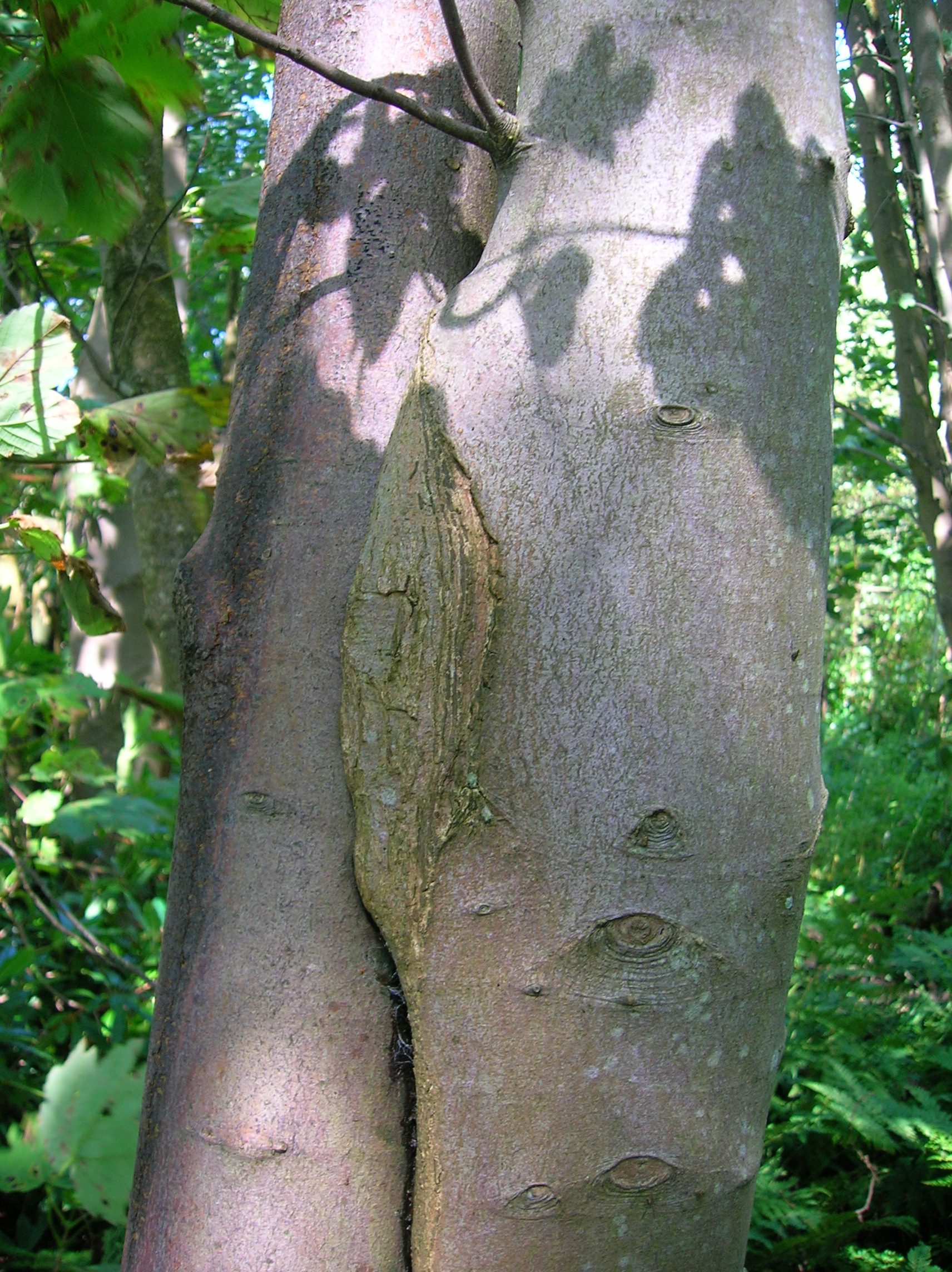
Arces blancos combinados
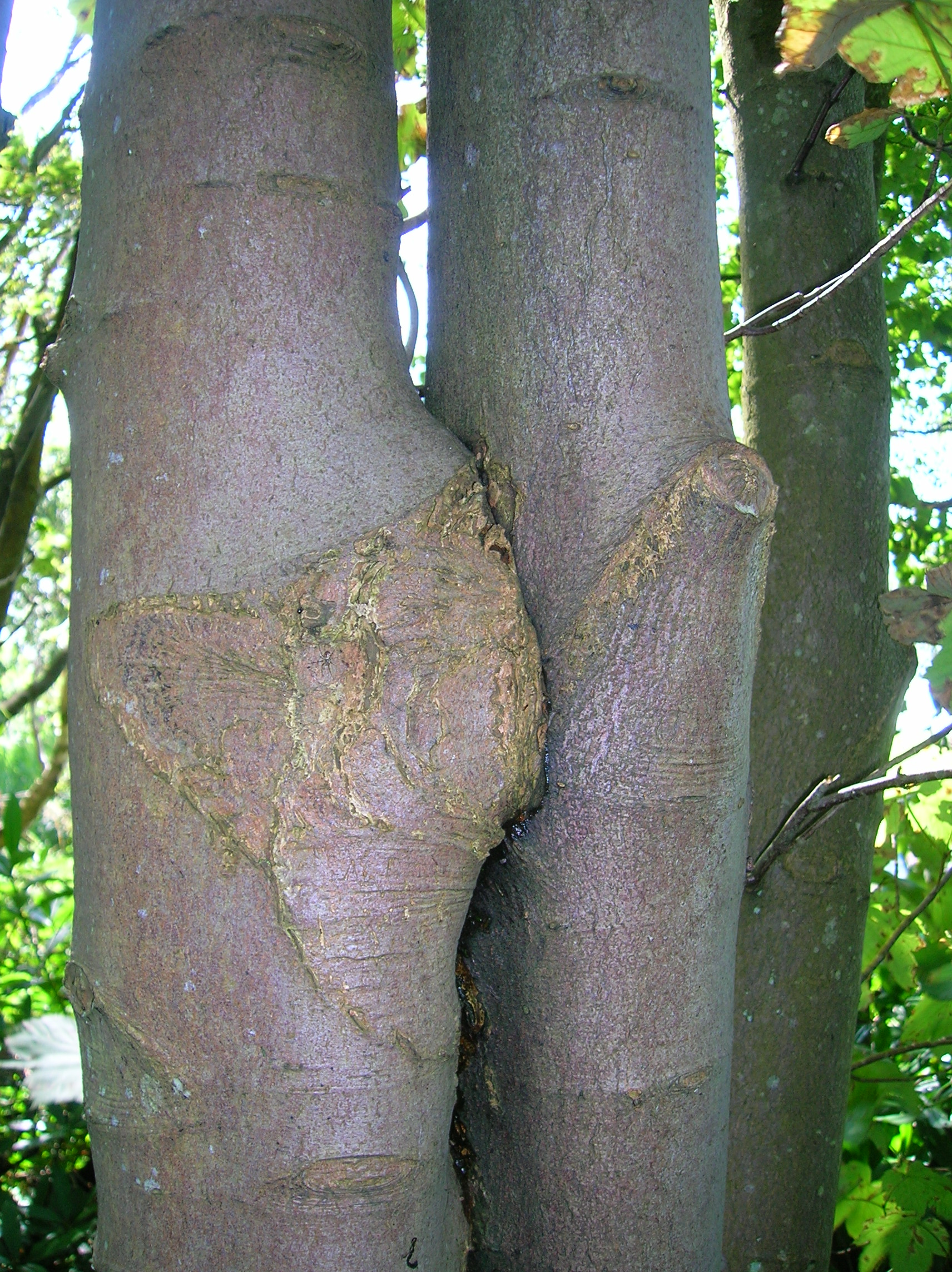
Arces blancos que muestran inosculación
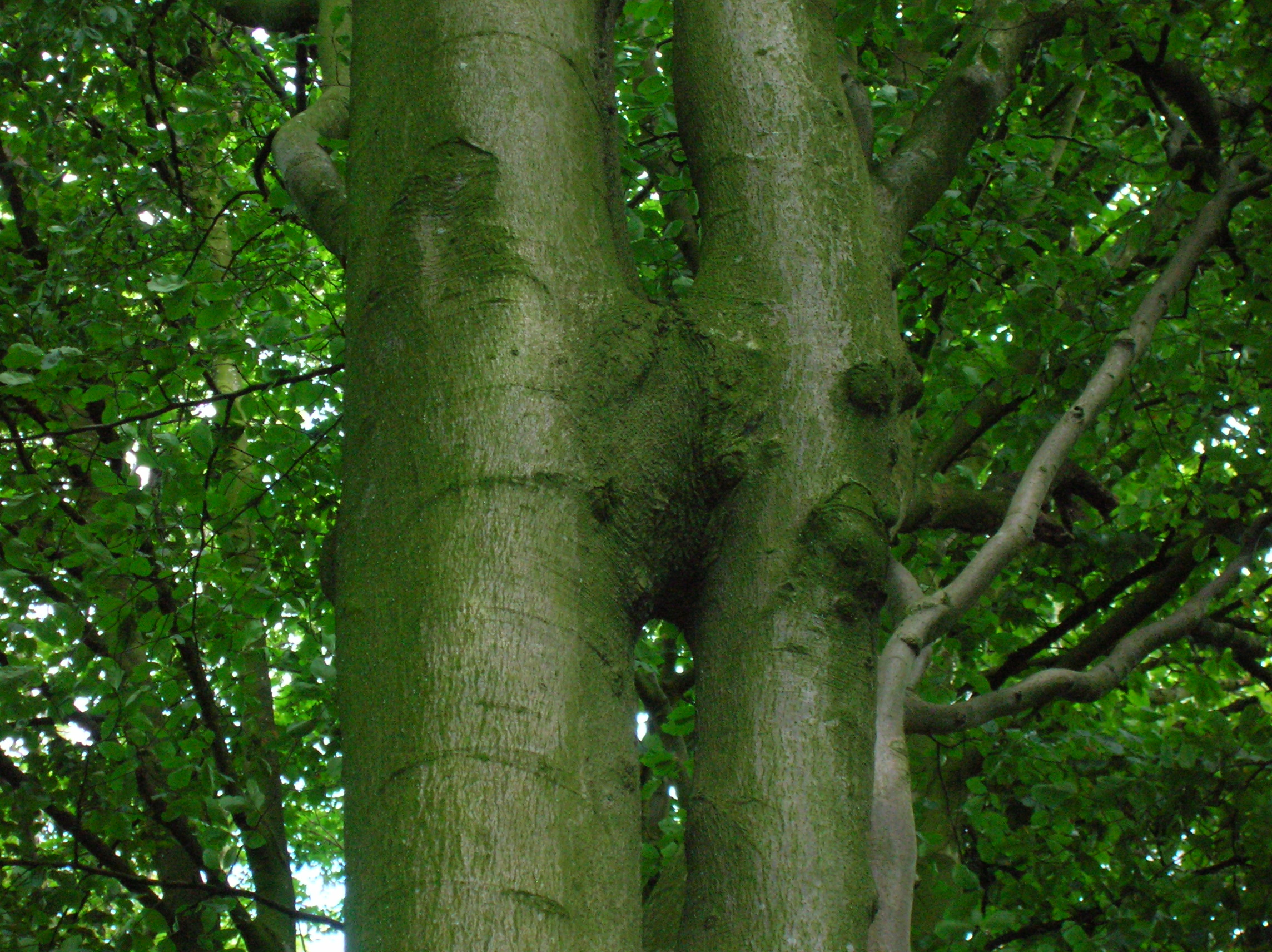
Troncos de árboles de haya unidos
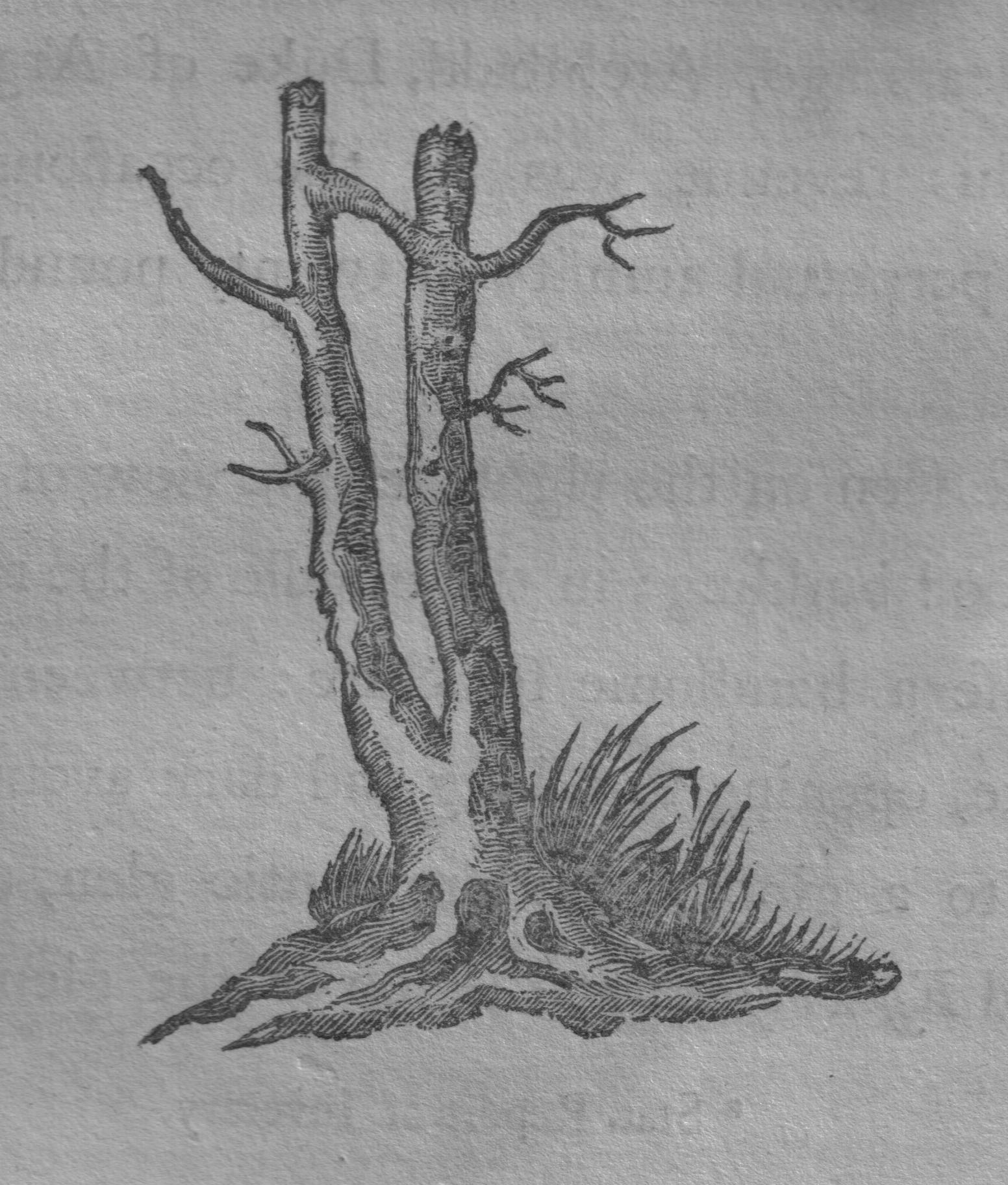
El "árbol del matrimonio" de Garnett del siglo XVIII
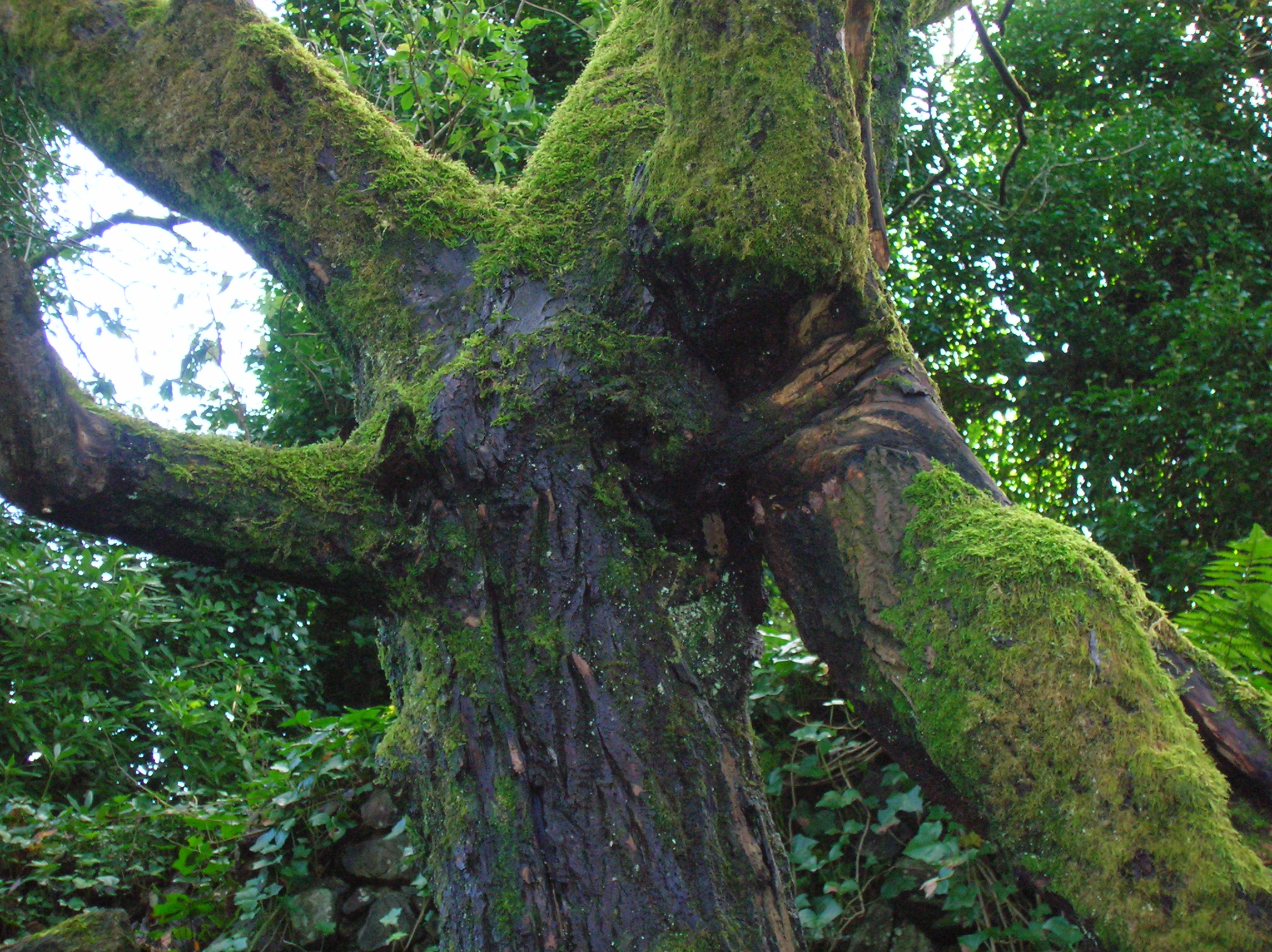
Inosculación de sauce
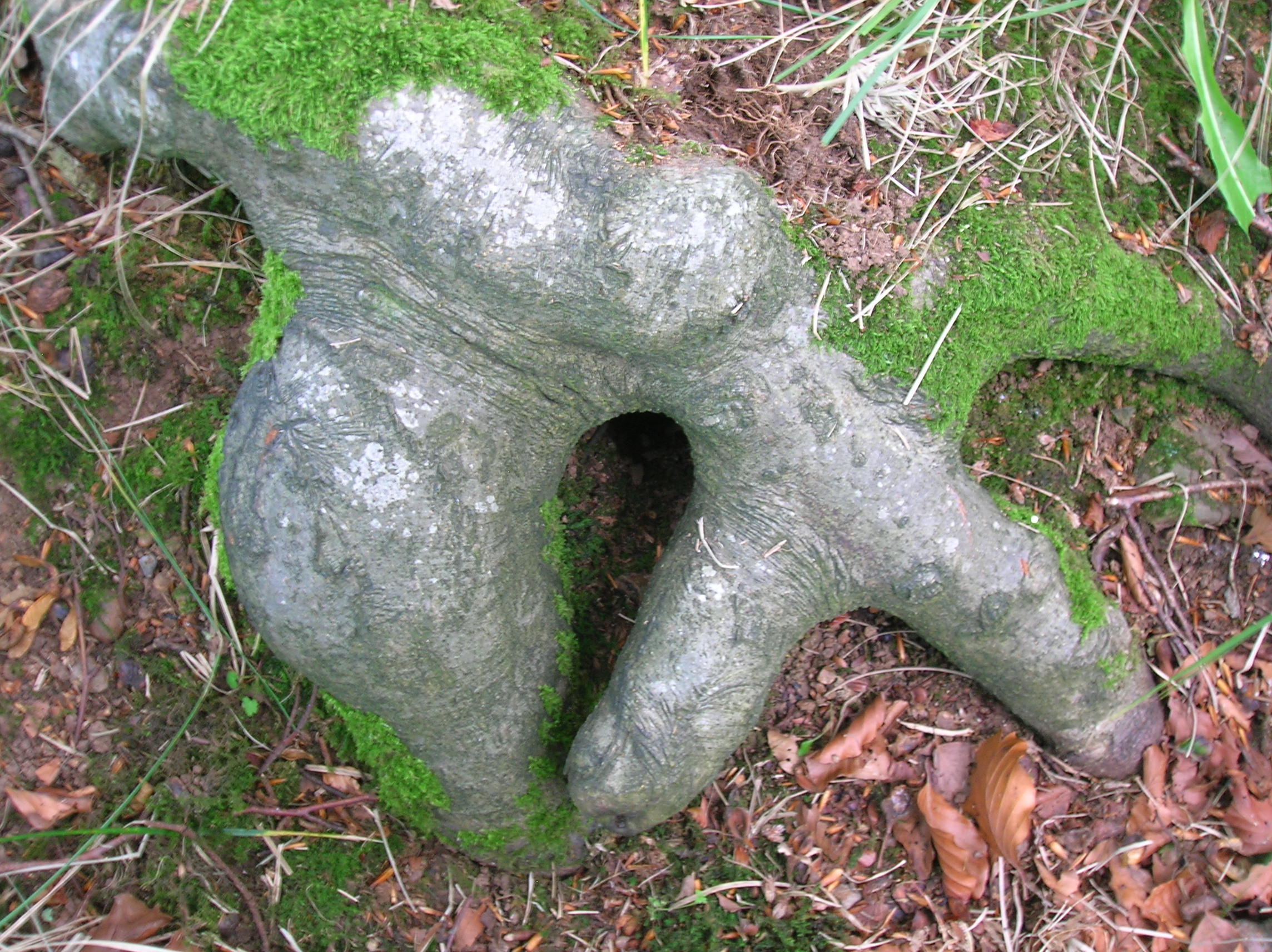
Raíces de árboles de haya unidas
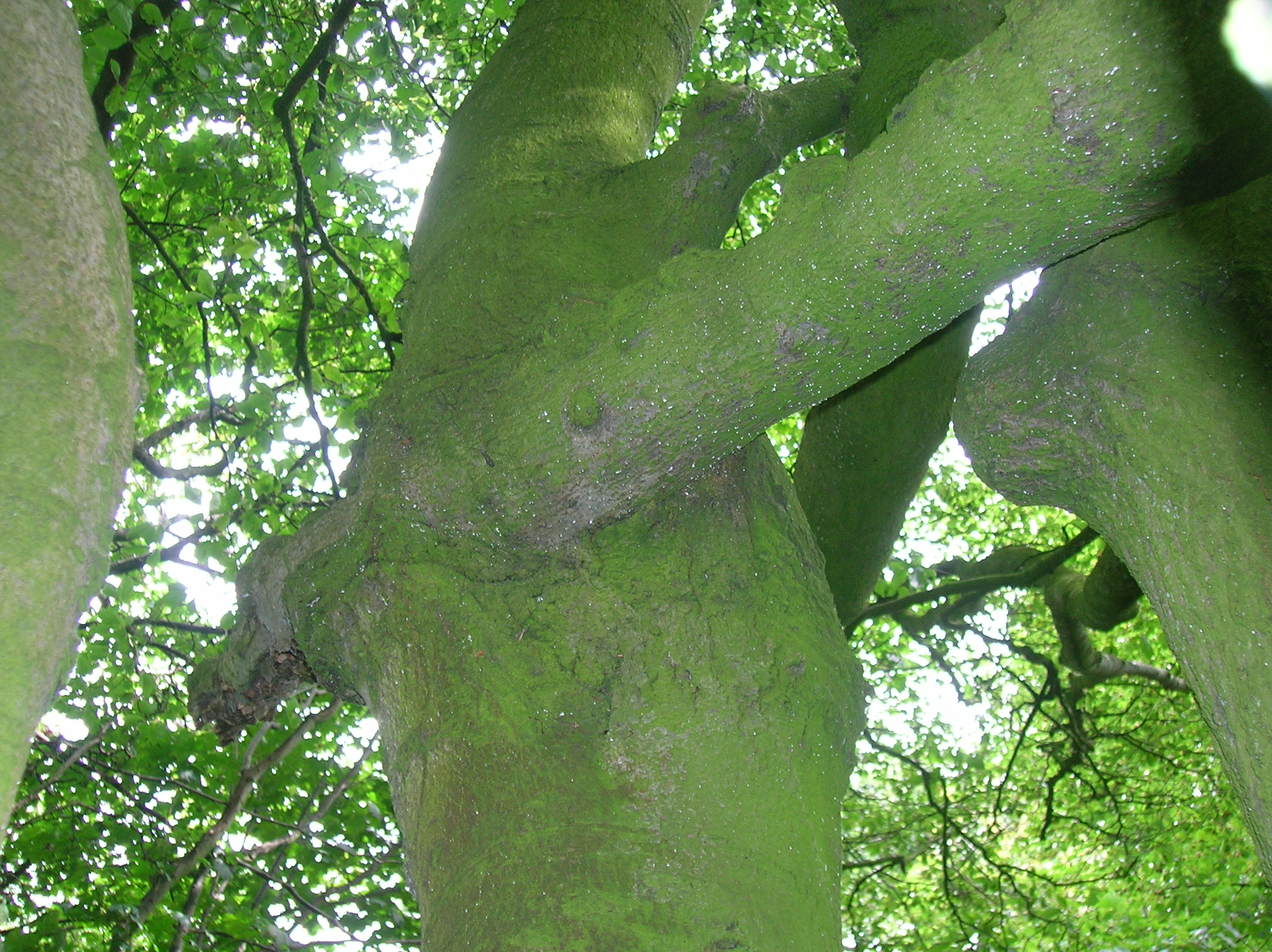
El clásico árbol marido y mujer con ramas unidas
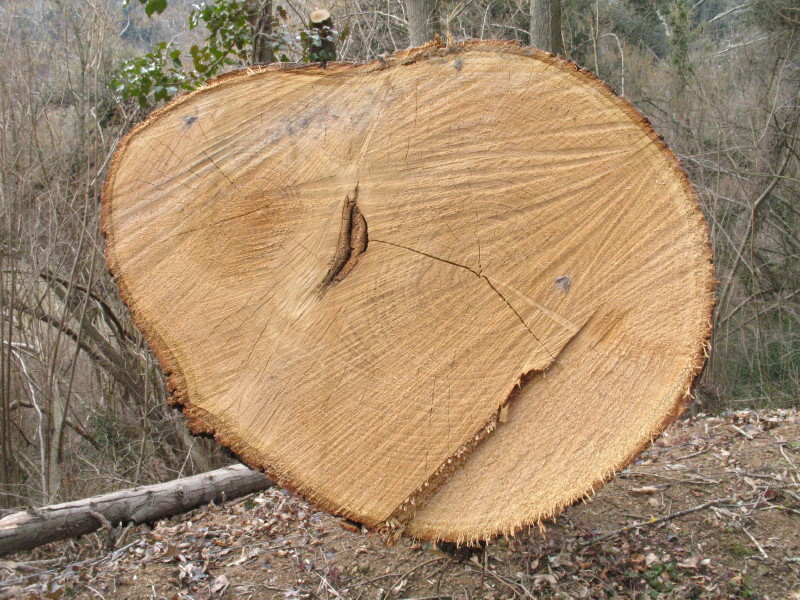
Castaños fusionados que muestran un bolsillo en la corteza
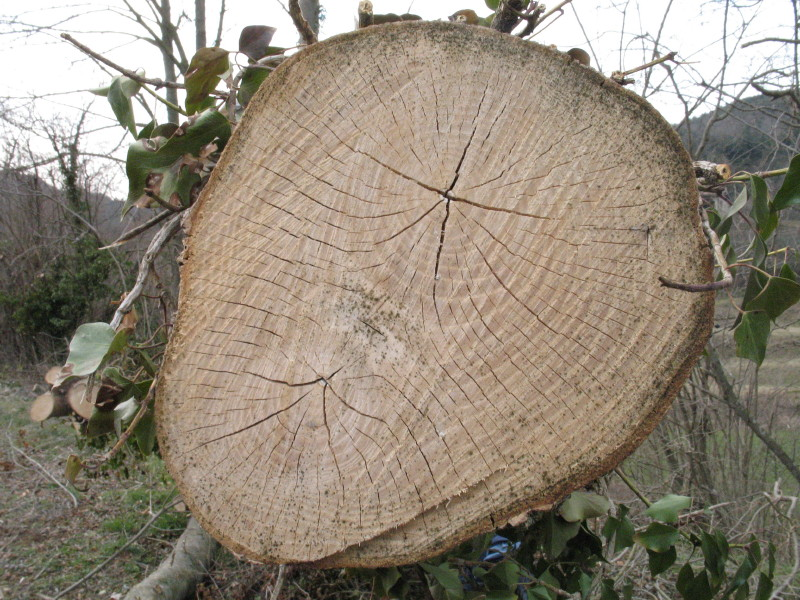
Fresnos fundidos
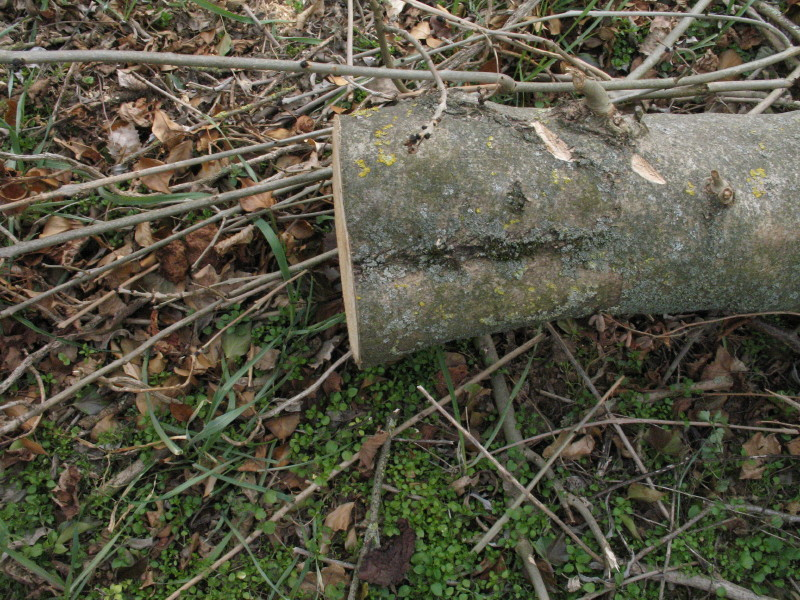
Fresnos fundidos, vista lateral
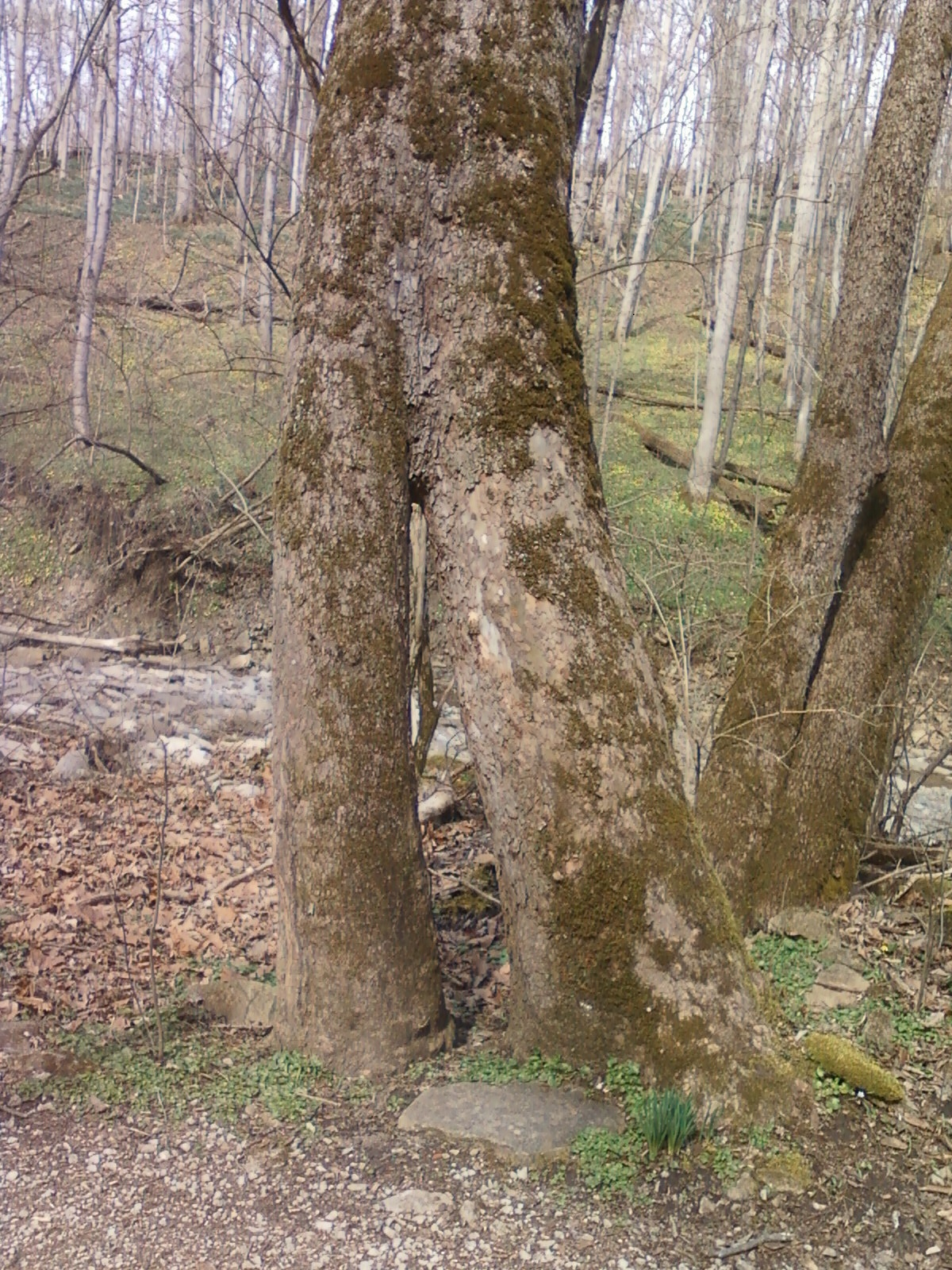
Árboles de sicómoro fusionados
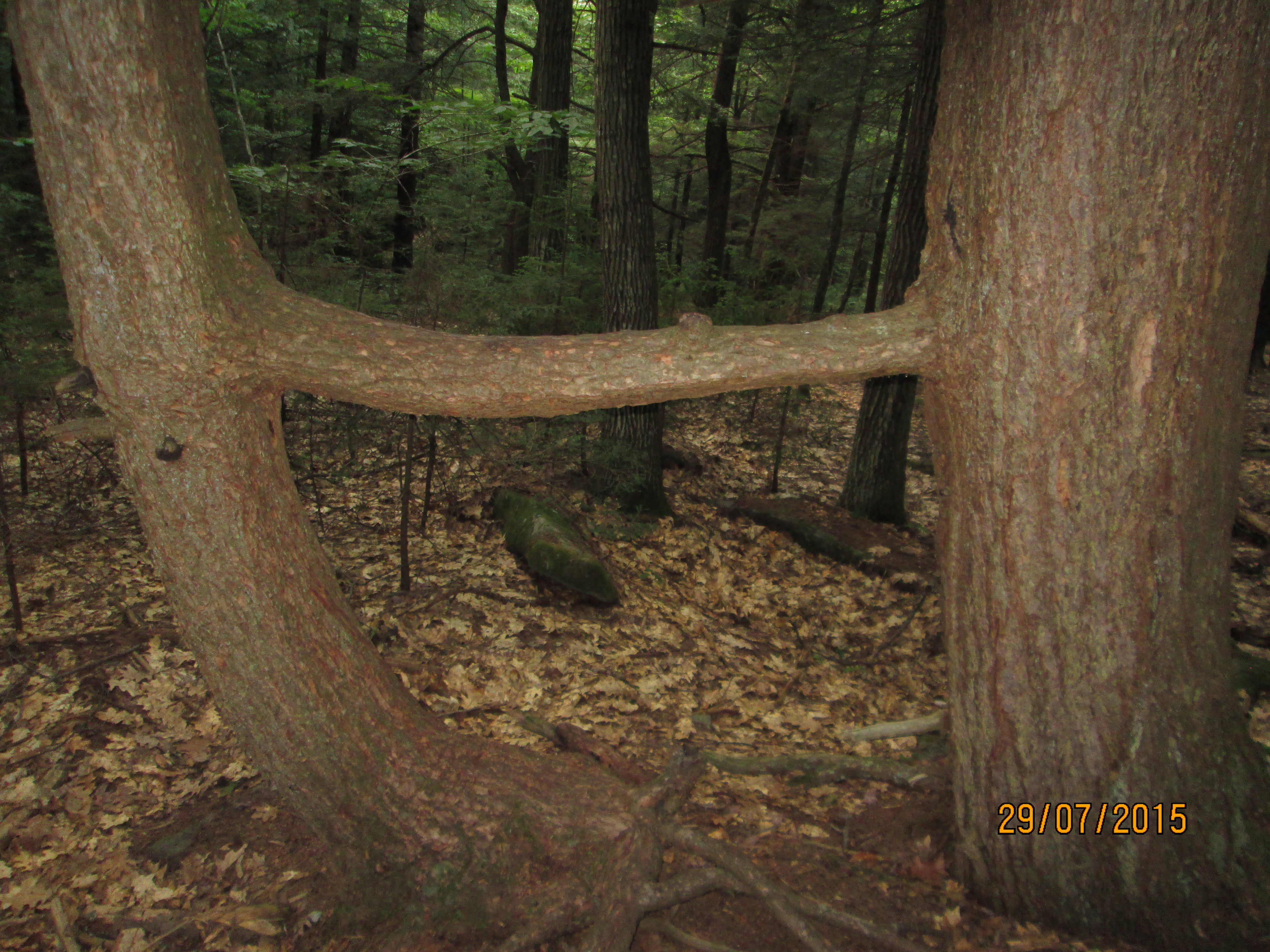
Árbol fusionado en Vermont
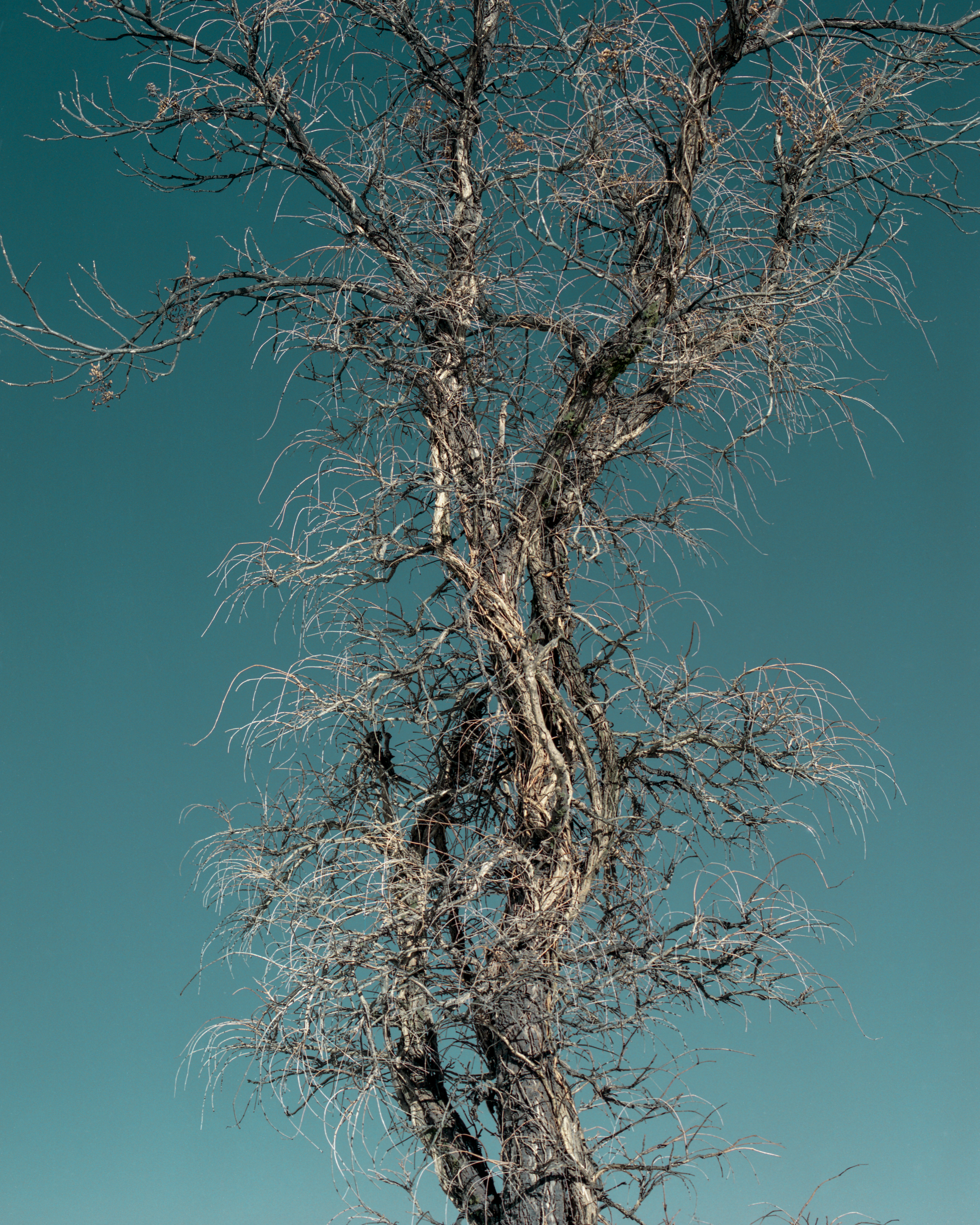
Los árboles fusionados parecen un solo árbol.
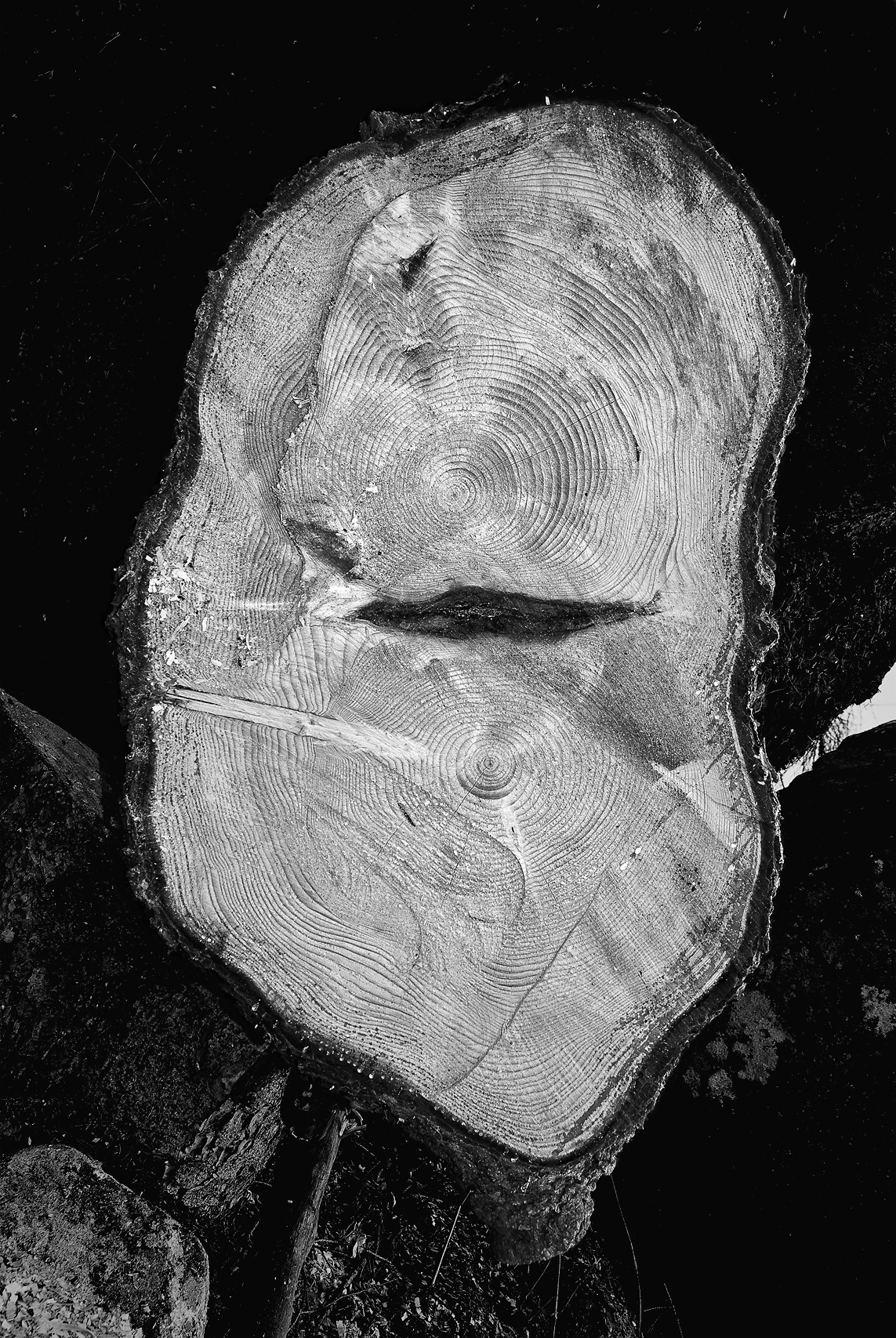
Abeto europeo inosculado en los Dolomitas